# Kmiecin
Kmiecin (Duits: Fürstenau) is een plaats in het Poolse district  Nowodworski (Pommeren), woiwodschap Pommeren. De plaats maakt deel uit van de gemeente Nowy Dwór Gdański en telt 970 inwoners.